# Chlorid tellurnatý
Chlorid tellurnatý je anorganická sloučenina s chemickým vzorcem TeCl2.

## Příprava
Chlorid tellurnatý lze připravit reakcí telluru s dichlordifluormethanem:
2 CF2Cl2 + Te → CF2ClCF2Cl + TeCl2
Lze jej také připravit synproporcionací chloridu telluričitého s tellurem:
TeCl4 + Te → 2 TeCl2

## Vlastnosti
Chlorid tellurnatý je černá amorfní pevná látka, která se rozkládá ve vodě. Taje za vzniku černé kapaliny a odpařuje se za vzniku fialové páry. Plyn se skládá z monomerních molekul TeCl2 s délkou vazby Te–Cl 2,329 Å a úhlem vazby Cl–Te–Cl 97,0°.

## Reaktivita
Chlorid tellurnatý reaguje s roztokem chloridu barnatého za vzniku telluričitanu barnatého:
BaCl2 + 2 TeCl2 + 3 H2O → Te + BaTeO3·3H2O + 6 HCl